# Edmund Veesenmayer

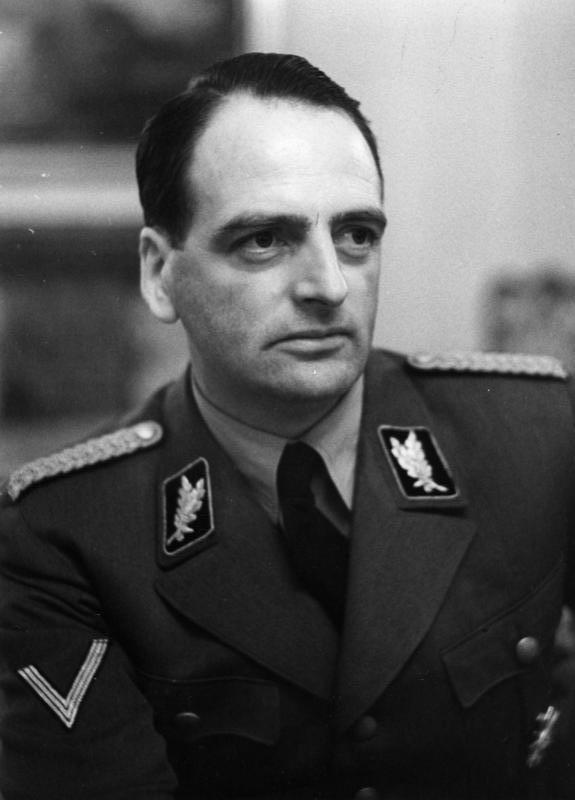
Edmund Veesenmayer, 1938

Edmund Veesenmayer (* 12. November 1904 in Bad Kissingen; † 24. Dezember 1977 in Darmstadt) war ein deutscher Volkswirt, Parteifunktionär, Diplomat, Brigadeführer der Allgemeinen SS und verurteilter Kriegsverbrecher.
Als SS-Brigadeführer, Gesandter I. Klasse und Reichsbevollmächtigter für Ungarn war er einer der wichtigsten deutschen Hintermänner, wenn es galt, den Zerfall von Staaten, vor allem in Ost- und Südeuropa, zu forcieren, Regierungen zu stürzen oder neue einzusetzen. Zu den wesentlichen Anliegen seiner diplomatischen Tätigkeit in Jugoslawien, der Slowakei und Ungarn gehörte die Deportation der dortigen Juden in die Vernichtungslager der SS.

## Leben
Veesenmayer war der Sohn des königlichen Realschullehrers Franz Xaver Veesenmayer aus Oberstaufen bei Kempten (Allgäu), der 1910 nach Kempten versetzt wurde. Er studierte nach der Schulzeit an der Königlichen Ludwigs-Realschule mit Handelsabteilung in Kempten zwischen 1923 und 1926 Staatswissenschaften in München, bis er von 1926 bis 1928 bei Adolf Weber zum Dr. oec. publ. promovierte. Danach arbeitete er als Dozent an der TH München und der Wirtschaftshochschule in Berlin. Anfang 1932 lernte er Hitlers späteren Wirtschaftsbeauftragten Wilhelm Keppler kennen und kam über ihn mit der NSDAP in Berührung, der er am 1. Februar 1932 beitrat (Mitgliedsnummer 873.780). Im Juni 1934 trat er auch der SS bei (SS-Nr. 202.122). In der NSDAP war Veesenmayer zunächst Wirtschaftsreferent im Verbindungsstab, ab April 1934 Referent bei Keppler. Durch ihn knüpfte Veesenmayer zahlreiche Beziehungen zu einflussreichen Wirtschaftskreisen.
Keppler wurde im Juli 1937 mit der Vorbereitung des Anschlusses Österreichs betraut. Als sein Stellvertreter hatte Veesenmayer maßgeblichen Anteil an der Ausschaltung des österreichischen Landesleiters der NSDAP, Josef Leopold. Zwischen März und Juni 1938 war er erneut Referent bei Keppler, der nun „Reichsbeauftragter für Österreich“ war. Veesenmayer hatte sich in Österreich geschäftlich engagiert und war Gesellschafter mit Sitz in den Gremien der Donauchemie AG in Wien und der Länderbank AG (Wien). Danach holte ihn der im Februar 1938 zum Reichsaußenminister ernannte Joachim von Ribbentrop ins Auswärtige Amt und ernannte ihn zum Gesandten. Diese Stellung nahm er bis 1945 ein.
Ribbentrop sandte ihn zwischen November 1938 und März 1939 mehrmals als Informanten und Verbindungsmann nach Bratislava. Im Gegensatz zu Arthur Seyß-Inquart und Josef Bürckel plädierte Veesenmayer schon frühzeitig für Jozef Tiso als zukünftigen slowakischen Staatspräsidenten. Im August 1939 wurde Veesenmayer nach Danzig entsandt, um als Agent provocateur die deutsch-polnischen Spannungen zu erhöhen. Ab März 1940 wurde er mit der Planung von Geheimunternehmungen beauftragt, um die Iren zu einem Aufstand gegen Großbritannien zu bewegen. Diese Aufgaben nahm er bis zum Beginn des Jahres 1944 wahr.
Kurz vor dem deutschen Angriff auf Jugoslawien im April 1941 wurde Veesenmayer nach Zagreb gesandt, um die kroatische Selbständigkeit zu forcieren. Nachdem sich der deutsche Wunschpartner, Vladko Maček, versagte, unterstützte Veesenmayer die kroatische Ustascha unter Ante Pavelić. In den Jahren 1941 und 1942 hielt er sich mehrere Male in Kroatien und Serbien auf, um die deutsche Gesandtschaft unter anderem bei der Auseinandersetzung mit Partisanen zu beraten. Dabei forderte er vehement die Deportation serbischer Juden. 1943 versuchte er vergeblich, Jozef Tiso zur Wiederaufnahme der Judendeportationen in der Slowakei zu bewegen.
Ebenfalls 1943 war Veesenmayer im Frühjahr und Herbst in Ungarn, um die politische Situation zu erkunden. Dabei warnte er Ribbentrop und Hitler vor einem Ausscheren Ungarns aus der Front der Achsenmächte und riet zum Eingreifen. Im Zuge der deutschen Besetzung Ungarns wurde er von Hitler am 19. März 1944 zum Gesandten I. Klasse, zum „Bevollmächtigten des Großdeutschen Reichs“ in Ungarn und zum SS-Brigadeführer ernannt. In einem Telegramm vom 15. April 1944 teilte Ribbentrop dem Chef der Reichskanzlei Hans Heinrich Lammers mit, dass am 9. April 1944 ein Gespräch zwischen Hitler, Ribbentrop und Veesenmayer über die Struktur der Behandlung der wirtschaftlichen Dinge in Ungarn stattgefunden hatte.
Am 2. Juni 1944 schloss Veesenmayer mit dem ungarischen Finanzminister Lajos Reményi-Schneller ein Zahlungsabkommen zwischen Ungarn und dem Deutschen Reich ab. Darin wurde festgelegt, dass an die Reichskreditkasse Budapest für Leistungen der „gemeinsamen Kriegsführung“ ab dem 19. März für die Monate Mai, Juni und Juli 1944 jeweils 200 Millionen Pengő zu zahlen sind. Dabei war keine Regelung vorgesehen, dass dieser „ungarische Kriegsfonds“ vom Deutschen Reich zurückgezahlt werden sollte.
In einem Telegramm vom 13. Juni 1944 meldete Veesenmayer dem Auswärtigen Amt: „Abtransport Juden aus Karpatenraum und Siebenbürgen […] mit insgesamt 289 357 Juden in 92 Zügen zu je 45 Wagen abgeschlossen.“ Am 15. Juni 1944 teilte er Ribbentrop in einem Telegramm mit, dass bis zu diesem Tag rund 340 000 Juden an das Reich abgeliefert worden seien. Dabei stellte er weiterhin in Aussicht, dass sich ohne Verkehrsstörungen die Zahl der Deportationen von Juden bis Ende Juli 1944 verdoppeln werde. Weiterhin kündigte er an, dass nach endgültiger Bereinigung der Judenfrage die Zahl von 900 000 deportierten Juden erreicht werde.
Weiterhin überwachte er die ungarischen Regierungen (Döme Sztójay, Géza Lakatos, Ferenc Szálasi, Gábor Vajna) und Admiral Miklós Horthy. Veesenmayer unterstand in seiner Funktion als Gesandter in Ungarn dem Auswärtigen Amt. Über seine Aktionen zur Deportation der ungarischen Juden berichtete er jedoch hauptsächlich dem Chef des RSHA, Ernst Kaltenbrunner. Die Unabhängige Historikerkommission – Auswärtiges Amt resümiert in ihrem Forschungsbericht zum Wirken Veesenmayers: „Wie bei keinem anderen Vertreter des Auswärtigen Amtes verbanden sich in Veesenmayer menschenverachtende Ideologie und eiskalter Pragmatismus.“

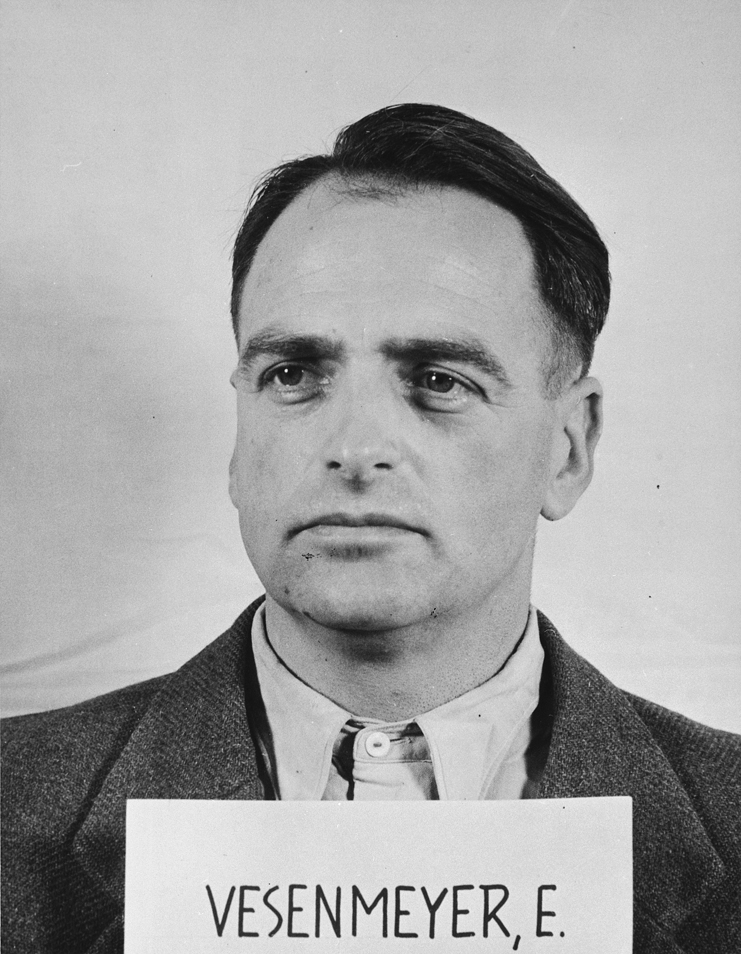
Edmund Veesenmayer als Angeklagter im Nürnberger Wilhelmstraßen-Prozess

Im März 1945 verließ er Ungarn und stellte sich Mitte Mai bei Salzburg den US-Truppen. Im Nürnberger Wilhelmstraßen-Prozess (Fall 11) wurde Veesenmayer mit Urteil vom 11. April 1949 wegen Verbrechen gegen die Menschlichkeit, Verantwortung für Verschleppungen zu Zwangsarbeit (Sklavenarbeit) und seiner Mitgliedschaft in der SS, einer verbrecherischen Organisation, zu 20 Jahren Gefängnis verurteilt. Sein Verteidiger war Karl Dötzer. Mit Gnadenerlass vom 31. Januar 1951 setzte der US-Hochkommissar John McCloy zahlreiche Strafen herab, so auch die Haftstrafe von Veesenmayer auf 10 Jahre. Im Dezember 1951 wurde er begnadigt und aus dem Kriegsverbrechergefängnis Landsberg entlassen.
Im Jahre 1953 übermittelte der britische Geheimdienst Informationen, dass Veesenmayer Beziehungen zum Naumann-Kreis aufgenommen habe, einer rechtsextremen Organisation rund um den ehemaligen Staatssekretär Werner Naumann, die die FDP nationalsozialistisch unterwandern wollte. Anschließend war Veesenmayer als Generalvertreter für Deutschland der im nordfranzösischen Roubaix ansässigen Firma Pennel & Flipo tätig. Veesenmayer machte 1961 als Zeuge der Verteidigung eine Aussage beim Eichmann-Prozess. Bis zu seinem Tod 1977 lebte er in Darmstadt. Hitlers Sekretärin Gerda Christian war nach dem Krieg seine Geliebte.

## Dienstgrade
- 13. September 1936 SS-Untersturmführer
- 30. Januar 1937 SS-Obersturmführer
- 9. November 1937 SS-Hauptsturmführer
- 12. März 1938 SS-Standartenführer
- 22. Januar 1942 SS-Oberführer (mit Wirkung vom 30. Januar 1942)
- 15. März 1944 SS-Brigadeführer
- 15. März 1944 Gesandter I. Klasse und Bevollmächtigter des Großdeutschen Reichs